# Eurycea latitans
Eurycea latitans är en groddjursart som beskrevs av Smith och Potter 1946. Eurycea latitans ingår i släktet Eurycea och familjen lunglösa salamandrar. IUCN kategoriserar arten globalt som sårbar. Inga underarter finns listade i Catalogue of Life.